# 口頭言語
口頭言語（こうとうげんご）とは話し手と聞き手との間で、口頭の音声を用いてコミュニケーションすることを典型とする言語変種の一つ。子供が半ば自然に習得するものであり、文字の教育によって習得される書記言語とは区別される。また文章を書くのではなく口で話す際に用いられる言葉遣いを一般に口語といい、「口頭言語」との概念の差異は不明瞭である。

## 各言語との関係

### 音声言語
口頭言語は典型的には音声を媒介にする音声言語として現れる。このため両者はしばしば曖昧に用いられる。しかしまれに口頭言語をある程度文字化することもできる。

### 書記言語
口頭言語は全ての自然言語に存在し、母語として乳幼児が習得し始めるものであるのに対し、書記言語を持たない言語も少なくない。書記言語の習得には教育が必要で、識字層しか十分に使いこなすことができない。日常会話は口頭言語で行い、公的な場では書記言語によってコミュニケーションをとる話者が多く存在する。そのため書記言語は規範的・公的・価値の高い言語変種と考えられやすく、口頭言語としての方言は非規範的で価値の低い言語変種と考えられやすい。更に詳しくは書記言語を参照のこと。
口頭言語は、伝統的な文法や統語論に従わないことがある。これは口頭で話すために言い間違いを訂正できないという側面もあるが、文法が書記言語用に整備されるためという理由もある。
過去の言語を研究する際、音声資料が残っていなければ文献資料を用いることになる。文献資料はほとんどが書記言語で書かれている。従って文字に書かれた資料から口頭言語の実態を推測することは非常に困難である。文献に見られる「会話文」は口頭言語をそのまま文字化したものとは言えない。
文字は書記言語において用いられるのが普通であった。しかし文学作品や脚本の会話文では口頭言語を整えた形で書き表されてきたし、20世紀末に至って電子メール（特に携帯電話を介したメール）、電子掲示板、チャット、個人のウェブサイトなどの場では、よりくだけた、口頭言語に近い言葉遣いが文字によって書き表されるようになった。

## 言文一致体
口頭言語と書記言語は言葉遣いが乖離してしまうことが珍しくないが、明治時代に起こった言文一致運動は、文学、特に小説の地の文を表現するに当たって当時の書記言語であった文語体ではなく、口頭言語に近い文体によって文学を表現しようとするものであった。その結果明治30年代に確立した言文一致体は口頭言語ではなく書記言語の一種である。